# Вождение войск
Вождение войск — исторический военный термин, широко распространённый в армиях многих государств до начала XX века и обозначавший полководческое умение своевременно вывести свои войска к месту предстоящей битвы, выгодно расположить их на местности и эффективно управлять ими во время сражения. С развитием военного дела качественное увеличение боевых возможностей средств поражения, рост численности вооружённых сил и пространственного масштаба боевых действий привели к тому, что непосредственное вождение войск высшим командным составом стало невозможным. В связи с этим возникло понятие «управление войсками», а термин «вождение войск» постепенно растерял своё былое значение. Однако, в некоторых армиях, например в германской под вождением войск понимается штабная и командная деятельность по руководству войсками, которая включает в себя военное администрирование, тыловое обеспечение, мобилизацию и т. п. Пережив Вторую мировую войну понятие «вождение войск» продолжало употребляться в германских нормативных документах, например в уставе сухопутных сил «Вождение войск в бою», опубликованном в 1973 году.
В вооружённых силах СССР вместо термина вождение войск во время Гражданской войны применялся термин «управление боевыми действиями», а в годы Великой Отечественной войны — «управление войсками (силами)».